# Anna Bache-Wiig
Anna Bache-Wiig (nacida el 19 de septiembre de 1975) es una actriz y escritora noruega. Es conocida principalmente por escribir el guion de la película Utøya: July 22, en colaboración con Siv Rajendram Eliassen.

## Biografía
Anna Bache-Wiig fue educada en la Academia Nacional de Teatro de Noruega (en noruego: Statens teaterhøgskole). Publicó una novela en 2003 titulada "Det aller fineste". Luego, publicó "Sommernattsdrømmen" en 2005 y "Lasses hus" en 2009. En 2010, publicó un libro ilustrado titulado "Don Fridtjof".

## Cine
Bache-Wiig ha destacado por su participación en diversas series de televisión noruegas, incluyendo Mammon y Frikjent. Además, obtuvo reconocimiento por su papel en el aclamado thriller de 2005, Next Door, dirigido por Pål Sletaune. En 2020, tuvo un papel protagónico en un episodio de la serie de Netflix, Bloodride.
Junto con Siv Rajendram Eliassen, Bache-Wiig creó y escribió la primera temporada de la serie de televisión Frikjent (Acquitted) en 2016. En el Reino Unido, se emitió en Walter Presents, un servicio de video bajo demanda proporcionado por Channel 4.
Bache-Wiig y Eliassen colaboraron posteriormente en el guion de la película Utøya: July 22. Su trabajo recibió una mención honorífica en el Festival Internacional de Cine de Berlín en 2018.